# Kanton Cholet-1
Der Kanton Cholet-1 ist seit 1973 ein französischer Wahlkreis im Arrondissement Cholet, im Département Maine-et-Loire und in der Region Pays de la Loire; sein Hauptort ist Cholet.
Der Kanton besteht aus dem südwestlichen Teil der Stadt Cholet. Die Bevölkerungszahl betrug am 1. Januar 2022 insgesamt 42.645 Einwohner. 
Bis zur landesweiten Neugliederung der Kantone 2015 bestand der Kanton Cholet-1 aus Teilen der Stadt Cholet und den beiden Gemeinden La Séguinière und Saint-Léger-sous-Cholet. Er besaß vor 2015 den INSEE-Code 4935.